# Prix Prometheus
Pour les articles homonymes, voir Prometheus.
Le prix Prometheus (Prometheus Award) est un prix littéraire récompensant la meilleure œuvre de science-fiction d'esprit libertarien. 
Il est délivré chaque année par la Libertarian Futurist Society, qui publie également un journal intitulé Prometheus. 
Le prix a été créé en 1979 par L. Neil Smith (en), mais a été délivré irrégulièrement jusqu'à la nouvelle fondation de la société en 1982. Un prix des auteurs a été créé en 1983 et la société délivre également des prix spéciaux.

## Palmarès

### Meilleur roman
- 1979 : Wheels Within Wheels par F. Paul Wilson
- 1980 et 1981 : non décerné
- 1982 : The Probability Broach par L. Neil Smith (en)
- 1983 : Voyage from Yesteryear par James P. Hogan (en)
- 1984 : The Rainbow Cadenza par J. Neil Schulman
- 1985 : non décerné
- 1986 : Cybernetic Samurai par Victor Milán
- 1987 : La Captive du temps perdu (Marooned in Realtime) par Vernor Vinge
- 1988 : The Jehovah Contract par Victor Koman
- 1989 : Moon of Ice par Brad Linaweaver
- 1990 : Solomon's Knife par Victor Koman
- 1991 : In the Country of the Blind par Michael J. Flynn
- 1992 : Fallen Angels par Larry Niven, Jerry Pournelle et Michael J. Flynn
- 1993 : The Multiplex Man par James P. Hogan (en)
- 1994 : Pallas par L. Neil Smith (en)
- 1995 : The Stars are also Fire par Poul Anderson
- 1996 : The Star Fraction par Ken MacLeod
- 1997 : Kings of the High Frontier par Victor Koman
- 1998 : The Stone Canal par Ken MacLeod
- 1999 : Le Système Valentine (The Golden Globe) par John Varley
- 2000 : Au tréfonds du ciel (A Deepness in the Sky) par Vernor Vinge
- 2001 : The Forge of the Elders par L. Neil Smith (en)
- 2002 : Psychohistoire en péril (Psychohistorical Crisis) par Donald Kingsbury
- 2003 : Ronde de nuit (Night Watch) par Terry Pratchett
- 2004 : Sims par F. Paul Wilson
- 2005 : The System of the World par Neal Stephenson
- 2006 : Learning the World par Ken MacLeod
- 2007 : Glasshouse par Charles Stross
- 2008 : The Gladiator par Harry Turtledove et Hamlet au paradis (Ha'penny) par Jo Walton (ex æquo)
- 2009 : Little Brother par Cory Doctorow
- 2010 : The Unincorporated Man par Dani Kollin et Eytan Kollin
- 2011 : Darkship Thieves par Sarah Hoyt
- 2012 : Player One (Ready Player One) par Ernest Cline et Le Labyrinthe de la liberté (The Freedom Maze) par Delia Sherman (ex æquo)
- 2013 : Pirate Cinema par Cory Doctorow
- 2014 : Homeland par Cory Doctorow et Nexus par Ramez Naam (ex æquo)
- 2015 : Influx par Daniel Suarez
- 2016 : Seveneves par Neal Stephenson
- 2017 : Avec joie et docilité (Auringon ydin) par Johanna Sinisalo
- 2018 : The Powers of the Earth par Travis J. I. Corcoran
- 2019 : Causes of Separation par Travis J. I. Corcoran
- 2020 : Alliance Rising par C. J. Cherryh et Jane Fancher (en)
- 2021 : The Hook par Barry B. Longyear
- 2022 : Rich Man’s Sky par Wil McCarthy
- 2023 : Cloud-Castles par Dave Freer (en)
- 2024 : Critical Mass par Daniel Suarez
- 2025 : In the Belly of the Whale par Michael Flynn

### Temple de la renommée
- 1983 : Révolte sur la Lune (The Moon Is a Harsh Mistress) par Robert A. Heinlein et La Grève (Atlas Shrugged) par Ayn Rand
- 1984 : 1984 (Nineteen Eighty-Four) par George Orwell et Fahrenheit 451 par Ray Bradbury
- 1985 : Trader to the Stars[1] par Poul Anderson  et La Grande Explosion (The Great Explosion) par Eric Frank Russell
- 1986 : The Syndic par Cyril M. Kornbluth et la trilogie Illuminatus par Robert Anton Wilson et Robert Shea
- 1987 : En terre étrangère (Stranger in a Strange Land) par Robert A. Heinlein et Hymne (Anthem) par Ayn Rand
- 1988 : Terminus, les étoiles (The Stars My Destination) par Alfred Bester
- 1989 : Alongside Night par J. Neil Schulman
- 1990 : The Healer par F. Paul Wilson
- 1991 : An Enemy of the State par F. Paul Wilson
- 1992 : Un bonheur insoutenable (This Perfect Day) par Ira Levin
- 1993 : Les Dépossédés (The Dispossessed) par Ursula K. Le Guin
- 1994 : We par Ievgueni Zamiatine
- 1995 : The Star Fox par Poul Anderson
- 1996 : La Planète rouge (Red Planet) par Robert A. Heinlein
- 1997 : Les Enfants de Mathusalem (Methuselah's Children) par Robert A. Heinlein
- 1998 : Time Enough for Love par Robert A. Heinlein
- 1999 : A Planet for Texans (autre titre : Lone Star Planet) par H. Beam Piper et John McGuire
- 2000 : Les Habits neufs de l'empereur (The Emperor's New Clothes) par Hans Christian Andersen
- 2001 : The Survival of Freedom par Jerry Pournelle et John F. Carr (éditeurs)
- 2002 : Le Prisonnier (The Prisoner) (série TV) par Patrick McGoohan
- 2003 : Requiem par Robert A. Heinlein
- 2004 : The Ungoverned par Vernor Vinge
- 2005 : Les Armureries d'Isher (The Weapon Shops of Isher) par A. E. van Vogt
- 2006 : V pour Vendetta (V for Vendetta) (bande-dessinée) par Alan Moore (auteur) et David Lloyd (illustrateur)
- 2007 : Cela ne peut arriver ici (It Can't Happen Here) par Sinclair Lewis et True Names par Vernor Vinge
- 2008 : L'Orange mécanique (A Clockwork Orange) par Anthony Burgess
- 2009 : Le Seigneur des anneaux (The Lord of the Rings) par J. R. R. Tolkien
- 2010 : Pas de trêve avec les rois ! (No Truce With Kings) par Poul Anderson
- 2011 : La Ferme des animaux (Animal Farm) par George Orwell
- 2012 : La machine s’arrête (The Machine Stops) par Edward Morgan Forster
- 2013 : Cryptonomicon (Cryptonomicon) par Neal Stephenson
- 2014 : Opération Cay (Falling Free) par Lois McMaster Bujold
- 2015 : « Repens-toi, Arlequin » dit Monsieur Tic-Tac ("Repent, Harlequin!" Said the Ticktockman) par Harlan Ellison
- 2016 : Parade nuptiale (Courtship Rite) par Donald M. Kingsbury
- 2017 : La Réserve (Coventry) par Robert A. Heinlein
- 2018 : Les Bras croisés (With Folded Hands) par Jack Williamson
- 2019 : Pauvre Surhomme (Harrison Bergeron) par Kurt Vonnegut
- 2020 : Sam Hall par Poul Anderson
- 2021 : Lipidleggin par F. Paul Wilson
- 2022 : Citoyen de la galaxie (Citizen of the Galaxy) par Robert A. Heinlein
- 2023 : Free Men par Robert A. Heinlein
- 2024 : La Vérité (The Truth) par Terry Pratchett
- 2025 : Orion Shall Rise par Poul Anderson

### Prix spécial
- 1998 : Free Space (anthologie) par Brad Linaweaver et Edward E. Kramer (éditeurs)
- 2001 : Poul Anderson, prix spécial pour l'ensemble de son œuvre
- 2005 : Give Me Liberty et Visions of Liberty (anthologies pour Baen Books) par Mark Tier et Martin H. Greenberg (éditeurs) et The Probability Broach: The Graphic Novel par L. Neil Smith (en) (auteur) et Scott Bieser (illustrateur)
- 2006 : Serenity par Joss Whedon (auteur et metteur en scène)
- 2007 : V pour Vendetta (V for Vendetta) (film) par James McTeigue (metteur en scène) et les Wachowski (scénaristes),
- 2014 : Vernor Vinge, prix spécial pour l'ensemble de son œuvre et Leslie Fish pour le roman court Tower of Horses et la chanson The Horsetamer’s Daughter
- 2015 : Francis Paul Wilson, prix spécial pour l'ensemble de son œuvre
- 2016 : L. Neil Smith (en), prix spécial pour l'ensemble de son œuvre et Jonathan Luna et Sarah Vaughn (en) pour le roman graphique Alex + Ada
- 2017 : Freefall, comic-web par Mark Stanley